# 비인간
비인간(nonhuman), 비인류는 인간으로 간주되기에는 충분하지는 않지만 일부 인간 특성을 나타내는 개체이다. 이 용어는 다양한 맥락에서 사용되어 왔으며 로봇이나 차량과 같이 인간의 지능으로 개발된 개체를 나타낼 수 있다.

## 동물의 권리와 인격
동물권 운동에서는 '인간동물'과 '비인간동물'을 구분하는 것이 일반적이다. 동물권 운동에 참여하는 사람들은 일반적으로 비인간 동물이 인간과 유사한 특성을 가지고 있다는 것을 인식한다. 예를 들어, 다양한 비인간 동물은 통증, 연민, 기억 및 일부 인지 기능을 등록하는 것으로 나타났다. 일부 동물권 운동가들은 인간과 비인간 동물의 유사성은 인간 사회가 인간에게 부여한 자기 보존의 권리와 같은 비인간 동물권을 부여하는 것을 정당화한다고 주장하며 일부는 심지어 모든 비인간 동물 또는 비인간 동물을 바라는 경우도 있다. 적어도 척추동물과 두족류와 같은 일부 무척추동물처럼 완전히 생각하고 의식하는 마음을 지닌 동물에게는 완전한 인격권이 부여된다.

## 철학에서의 비인간
현대 철학자들은 앙리 베르그송(Henri Bergson), 질 들뢰즈(Gilles Deleuze), 펠릭스 가타리(Félix Guattari), 클로드 레비스트로스(Claude Lévi-Strauss) 등의 연구를 통해 비인간이 인본주의와 포스트인간주의 윤리에 대해 인식론적, 존재론적 문제, 그리고 비인간에 대한 연구부터 사회와 문화 연구에 대한 유물론적, 윤리학적 접근까지를 제기한다고 제안했다.

## 인공지능
비인간이라는 용어는 인간과 유사한 특성을 나타내는 컴퓨터 프로그램 및 로봇과 같은 장치를 설명하는 데 사용되었다. 공상 과학 소설과 현실 세계 모두에서 컴퓨터 프로그램과 로봇은 감각과 연민을 암시하는 방식으로 인간과 컴퓨터의 상호 작용이 필요한 작업을 수행하도록 구축되었다. 요양원에서 로봇을 활용해 노인 돌봄 서비스를 제공하는 것에 대한 관심이 높아지고 있다. 컴퓨터 프로그램은 아이들에게 일대일 교육을 제공하기 위해 학교에서 수년간 사용되어 왔다. 다마고치 장난감은 아이들이 장난감을 "살아있게" 유지하기 위해 보살핌, 관심, 영양을 제공해야 한다.

## 같이 보기
- 동물
- 인공지능
- 비인간화
- 인격체